# Pòrcia (satèl·lit)
Pòrcia és un satèl·lit interior d'Urà. Va ser descobert gràcies a les imatges del Voyager 2 el 3 de gener de 1986, i se li va assignar la denominació temporal S/1986 U 1. El seu nom es deu a l'heroïna de l'obra de teatre El marxant de Venècia de William Shakespeare. També se'l coneix com a Urà XII.
Pòrcia és el segon satèl·lit interior més gran d'Urà després de Puck. L'òrbita de Pòrcia, que es troba dins el radi sincrònic d'Urà, s'està esfondrant a poc a poc degut a l'desacceleració de marea. El satèl·lit pot trencar-se formant un anell planetari o colpejar Urà.
Pòrcia encapçala el grup de satèl·lits anomenats grup de Pòrcia que inclou Bianca, Crèssida, desdèmona, Julieta, Rosalina, Cupid, Belinda i Perdita. Aquests satèl·lits presenten òrbites i propietats fotomètriques similars.
Es coneix molt poc sobre les característiques de Pòrcia a part de la seva mida al voltant dels 140 km, l'òrbita, i l'albedo geomètrica al voltant de 0,08.
A les imatges de la Voyager 2 Desdèmona es mostra com un objecte allargat, amb l'eix major apuntant cap a Urà. La ràtio dels eixos de l'esferoide prolat de Pòrcia és 0,8 ± 0,1. La seva superfície és grisosa. Observacions fetes amb el Telescopi espacial Hubble i altres grans telescopis terrestres han trobat traces d'absorció d'aigua gelada en l'espectre de Pòrcia.